# Бойовик (жанр відеоігор)
Бойови́к, е́кшен (англ. action, дос. «дія») — жанр відеоігор, який вимагає від гравця певних фізичних зусиль, таких як швидкості реакції та здібності швидко приймати тактичні рішення. Дія таких ігор відбувається дуже динамічно і потребує більшою мірою рефлексів, ніж логіки і планування.
Гравець має своє втілення у грі — персонажа, який переміщується ігровим світом, зазвичай поділеним на рівні певного виду, долає небезпеки, збирає необхідні предмети та бореться з противниками. При цьому як основний засіб прогресу в грі, як правило, використовується зброя. Персонаж гравця має певну кількість здоров'я або життів, яка зменшується від отриманих ушкоджень, впливу агресивного середовища тощо.

## Термін
Позначення жанру гри як «action» відносно рідко використовується без доповнення, оскільки це поняття дуже широке і ним можна схарактеризувати більшу частину всіх створених ігор. У цю категорію потрапляють шутери, файтинги, платформери тощо. Набагато частіше слово «action» підставляється до основного жанру гри. Наприклад, Action-adventure — пригодницька гра (квест), що також містить бойові або акробатичні елементи, нехарактерні для традиційних квестів.
Спочатку action був жанром західних (переважно американських) фільмів-бойовиків, пізніше він розповсюдився на схожого типу відеоігри — аркадні ігри.

## Історія
Спочатку більшість відеоігор відносилися до цього жанру. Популярність йому забезпечила Space Invaders 1978 року, яка почала «Золоту Добу аркадних відеоігор», в який вийшли класичні представники жанру, такі як Asteroids 1979-го, Pac-Man в 1980 і багато інших, що задали канони подальших ігор. Paperboy, яка вийшла в 1984, змогла перетворити доставляння газет в дію гри, демонструючи тим самим універсальність цього жанру. Robotron: 2084, що вийшла у 1982 на ігрових автоматах, стала класикою шутерів. Donkey Kong 1981-го започаткувала платформери. Першим файтингом вважається Karate Champ, випущена 1984-го.
Також культова гра Doom не була першою шутер-грою, але при цьому задала багато принципів екшен-ігор і шутерів зокрема.

## Піджанри

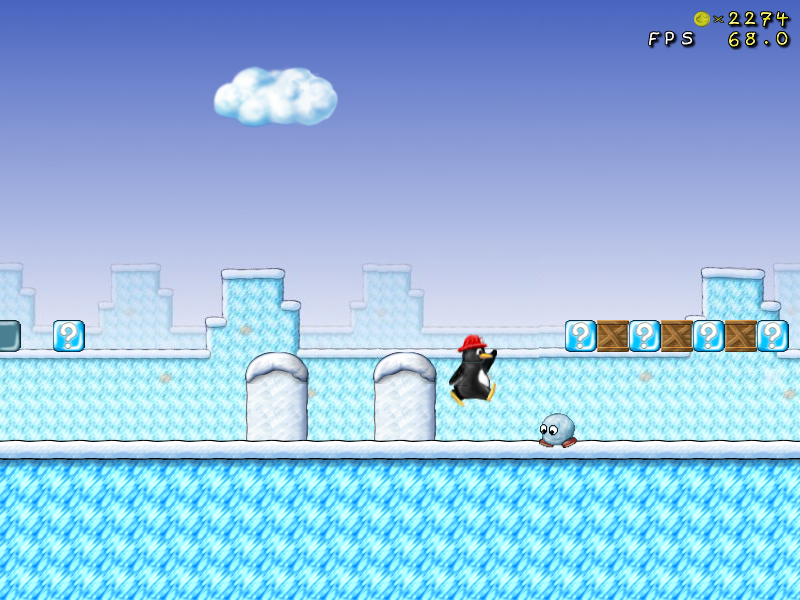
Платформер, один з підвидів жанру

- Beat 'em up — ігри, що концентруються на рукопашних боях і боях з холодною зброєю, де персонаж переміщується ігровими рівнями, знищуючи численних противників.
- Файтинги — подібний на Beat 'em up піджанр, але персонажі б'ються на обмежених аренах. Відрізняється і великою кількістю комбінацій ударів та прийомів.
- Лабіринти — схожі на Pac-Man ігри, в яких дія відбувається в лабіринтах з пастками і противниками.
- Платформери — піджанр, ігровий процес в якому складається більшою мірою зі стрибків по платформах з видом збоку.
- Шутери — ігри, де активно використовується вогнепальна зброя. Нерідко зображають реалістичні бої, кров і насильство.